# Solferino (destroyer)
Pour les articles homonymes, voir Solferino.
Le Solferino (fanion « SL ») était un destroyer (puis, plus tard, un torpilleur) italien, de la classe Palestro, lancé en 1920 pour la Marine royale italienne (en italien : Regia Marina).

## Conception et description
Ces navires avaient une longueur totale de 81,9 mètres longueur hors-tout (80 m en longueur de flottaison), une largeur de 8 mètres et un tirant d'eau de 3,1 mètres. Ils déplaçaient 1 033 tonnes à charge normale, et 1 180 tonnes à pleine charge. Leur effectif était de 6 officiers, 100 sous-officiers et matelots.
Les Palestro étaient propulsés par deux turbines à vapeur Zoelly, chacune entraînant un arbre d'hélice et utilisant la vapeur fournie par quatre chaudières Thornycroft. La puissance nominale des turbines était de 22 000 chevaux-vapeur (16 400 kW) pour une vitesse de 32 nœuds (59 km/h) en service. Ils avaient une autonomie de 1 970 milles nautiques (3 650 km) à une vitesse de 15 nœuds (28 km/h).
Leur batterie principale était composée de 4 canons Schneider-Armstrong Modèle 1919 de 102/45 mm. La défense antiaérienne (AA) des navires de la classe Palestro était assurée par 2 canons simples Ansaldo de 76/40 mm. Ils étaient équipés de 4 tubes lance-torpilles de 450 millimètres dans deux supports doubles au milieu du navire. Les Palestro étaient également équipés d'un équipement pour le transport et la pose de 38 mines.

## Construction et mise en service
Le Solferino est construit par le chantier naval Cantiere navale fratelli Orlando à Livourne en Italie, et mis sur cale le 21 avril 1917. Il est lancé le 28 avril 1920 et est achevé et mis en service le 31 octobre 1921. Il est commissionné le même jour dans la Regia Marina.

## Histoire de service

### Les années 20 et 30
Construit entre avril 1917 et octobre 1921, le Solferino appartient à la classe Palestro. Entre 1921 et avril 1922, le destroyer est engagé dans la période initiale des activités de formation.
En avril 1922, le navire est attaché à la Division du Levant, basée à Constantinople, où il est stationné pendant un an, avec une zone opérationnelle le long de la côte turque de la mer Égée et dans le Dodécanèse.
En 1924, le Solferino est employé dans la mer Tyrrhénienne, ayant l'occasion d'escorter deux fois le navire royal Savoia. En 1927, l'unité est déployée dans le sud de l'Italie .
En 1929, le destroyer, ainsi que ses navires-jumeaux (sister ships) Palestro, Confienza et San Martino, constituent le VIIe escadron de destroyers, qui, avec le VIIIe escadron de destroyers (composée d'unités de la classe Curtatone) et le croiseur éclaireur Augusto Riboty, forment la 4e flottille de destroyers, appartenant à la IIe division de torpilleurs, qui fait partie de la 2e escadre navale basée à Tarente.
Entre 1927 et 1937, le navire effectue de nombreuses croisières dans le bassin méditerranéen oriental, puis son emploi devient moins fréquent.
En 1938 (selon d'autres sources en 1930), le destroyer subit des travaux de modification qui voient le relèvement de la cheminée avant, car la fumée, sinon, aurait gêné le ciblage et la direction du tir. Plus tard cette année-là, le vieux navire est déclassé en torpilleur.
Peu avant le début de la Seconde Guerre mondiale, il était prévu de moderniser l'armement anti-aérien des quatre unités de la classe Palestro, en remplaçant l'un des canons de 102 mm et les deux canons de 76 mm par quatre mitrailleuses de 20 mm, mais ces plans n'ont jamais été mis en œuvre.

### La deuxième guerre mondiale

#### 1940
Lorsque l'Italie entre dans la Seconde Guerre mondiale le 10 juin 1940, le Solferino appartient au XVe escadron de torpilleurs (Palestro, Confienza, San Martino) basé à Venise. Pendant la guerre, le torpilleur opère principalement dans l'Adriatique et la mer Égée, effectuant des missions d'escorte de convois mais aussi des missions de pose de mines.
Le 20 août 1940, en effet, avec la création du Comando Superiore Traffico Albania (Maritrafalba), qui devient actif le 5 septembre, le Solferino est stationné à Brindisi et affecté, avec d'autres unités (deux destroyers plus anciens, neuf autres torpilleurs, trois croiseurs auxiliaires et la XIIIe escadre de MAS (Motoscafo Armato Silurante)), à ce commandement, pour le service d'escorte de convois vers et depuis l'Albanie.
Le torpilleur commencée son service pour Maritrafalba le 6 septembre 1940, lorsqu'il escorte de Bari à Durrës, avec l'ancien destroyer Carlo Mirabello et le croiseur auxiliaire Ramb III, les navires à moteur Catalani et Viminale, transportant 2 186 soldats et 57 tonnes de véhicules et autres matériels. Le lendemain, le Solferino et le Mirabello escortent le vapeur Italia vide et le navire à moteur Rossini, qui reviennent de Durrës à Bari.
Le 8 septembre, le Solferino, le Mirabello et le croiseur auxiliaire Barletta escortent de Bari à Durrës les vapeurs Galilea et Quirinale, chargés de 2 364 hommes et de 145 tonnes de fournitures. Deux jours plus tard, le Solferino, ainsi que la vedette Palestro, retournent en Italie en escortant de Durrës à Bari le Galilea, le Quirinale et un troisième vapeur, le Oreste, qui reviennent à vide.
De retour en Albanie, le Solferino escorte ensuite, le 21 septembre, les vapeurs Nautilus, Procione et Polcevera qui reviennent à vide de Vlora à Bari. Quatre jours plus tard, le torpilleur quitte Bari pour Durrës, escortant, avec le Barletta et le torpilleur Monzambano, le Galilea et le Quirinale, transportant 2 195 soldats de la division "Piémont" et 148 tonnes de fournitures. Le lendemain, le 26, le Solferinoet le Monzambano escortent les deux vapeurs qui reviennent à vide de Durrës à Bari.
Le 28 septembre, le Solferino, le Monzambano et le Barletta escortent le Catalani et le Viminale de Bari à Durrës, transportant 2 140 hommes et 109 tonnes de fournitures, et le jour suivant, le Solferino seul escorte les deux navires à moteur qui retournent à vide en Italie par le même itinéraire.
Le 1er octobre 1940, le torpilleur, ainsi que le Barletta et un autre torpilleur, le Partenope, escortent les navires à moteur Rossini et Viminale et le vapeur Italia, avec 2 200 soldats et 90 tonnes de matériel, de Bari à Durrës, via Brindisi. Le jour suivant, le Solferino et le Partenope escortent les trois transports sur la route de retour de Durrës à Bari.
Le 12 octobre 1940, le Maritrafalba est dissous, mais déjà le 21 octobre ce commandement est reconstitué, et de nouveau le Solferino est placé sous son commandement (avec deux destroyers plus anciens, neuf autres torpilleurs, quatre croiseurs auxiliaires et le XIIIe escadron de MAS) pour l'escorte de convois et la chasse anti-sous-marine.
Le torpilleur quitte Bari le 28 octobre à cinq heures de l'après-midi, escortant, avec le vieux torpilleur Generale Marcello Prestinari et le petit croiseur auxiliaire Lago Zuai, les vapeurs Argentina, Firenze et Premuda, transportant 1 871 soldats, 150 quadrupèdes, 27 véhicules et 184 tonnes de ravitaillement: le convoi atteint Vlora le 29 octobre à 6h30 du matin. De retour en Italie, le Solferino quitte Brindisi à 23h30 le 31 octobre, avec les croiseurs auxiliaires Capitano A. Cecchi et RAMB III, escortant le navire à moteur Città di Marsala et les vapeurs Campidoglio et Principessa Giovanna, sur lesquels 2 873 soldats sont embarqués. Les navires arrivent à Durrës à six heures du matin le 1er novembre, après quoi le Solferino retourne en Italie.
Le torpilleur quitte Bari le 2 novembre à minuit et demi, en même temps que le RAMB III, escortant les navires à moteur Verdi et Puccini et le vapeur Caron, qui transportent 1 500 hommes et 62 tonnes de matériel. Le convoi arrive à Durrës à 16h10 le même jour. Le Solferino quitte Durrës à 12h30 le 5 novembre, escortant le vapeur Antonio Locatelli jusqu'à Vlora, où il arrive à onze heures du soir. Deux jours plus tard, le navire quitte Vlora le 7 à 1 heure du matin, escortant le navire à moteur Piero Foscari jusqu'à Brindisi, où il arrive à 8h40, chargé de divers types de marchandises.
Le 8 novembre à 1h00 du matin, le Solferino quitte Brindisi pour Vlora, avec le RAMB III, pour escorter le Viminale, transportant 957 hommes, 29 véhicules, 241 motos et 188 tonnes de fournitures: les navires arrivent à destination à 14h00 ce jour-là. Le torpilleur quitte Vlora à deux heures du matin le 9 novembre, en même temps que le Lago Zuai, escortant quatre navires marchands vides jusqu'à Brindisi, où ils arrivent à 12h35: le navire à moteur Marin Sanudo et les vapeurs Milano, Aventino et Galilea.
Le 10 novembre, à quatre heures du matin, le Solferino quitte Bari pour Brindisi, pour escorter, avec le croiseur auxiliaire Egeo, les vapeurs Sardegna, Titania et Tagliamento: le convoi fait partie d'un groupe de deux, transportant au total 1 178 soldats, 6 véhicules, 1 145 quadrupèdes et 229 tonnes de matériel. Arrivés à Brindisi à 7 heures, le Solferino et le Egeo partent le lendemain à 7h15 avec un autre torpilleur, le Nicola Fabrizi, pour escorter le Sardegna et le navire à moteur Città di Savona jusqu'à Vlora, où ils arrivent à 17h45.
Dans la nuit du 11 au 12 novembre 1940, le navire appareille de Vlora et sauve, avec le torpilleur Curtatone, 140 naufragés appartenant aux équipages d'un convoi (vapeurs Antonio Locatelli, Premuda et Capo Vado, navire à moteur Catalani) détruit par une formation de croiseurs britanniques dans le canal d'Otrante (Bataille du détroit d'Otrante (1940)). Le Solferino quitte ensuite Vlora à cinq heures du matin le 14 novembre, escortant jusqu'à Brindisi, où ils arrivent à 15h30, les vapeurs Carmelo et Giuseppe Magliulo, engagés dans le trafic civil.
De retour en Albanie, le torpilleur quitte Vlora à 11h30 le 27 novembre, escortant le vapeur Rialto, également utilisé pour le service civil, jusqu'à Brindisi, où il arrive à 17h10. Le 30 novembre, à sept heures du soir, le Solferino et le croiseur auxiliaire Francesco Morosini naviguent de Bari à Durrës, escortant les navires à moteur Verdi et Puccini et le vapeur Galilea, chargés de 2 767 soldats, 48 quadrupèdes et 179 tonnes de provisions.
Le 5 décembre 1940 à 1 heure du matin, le Solferino quitte Brindisi en escortant le navire à moteur Città di Trapani et les vapeurs Diana et Brunner, avec une cargaison de 447 hommes, 420 quadrupèdes, 56 tonnes de munitions et autres matériels et 455 tonnes de fourrage. Les navires arrivent à Vlora à dix heures du matin. De retour à Bari, le torpilleur part à 20h40 le 6 décembre pour escorter les vapeurs Nita et Casaregis, transportant 43 hommes, 279 véhicules et 1 620 tonnes de ravitaillement, arrivant à Durrës à 11h20 le lendemain. Le navire quitte Durrës le 9 décembre à 00h45, en compagnie du croiseur auxiliaire Arborea, escortant les vapeurs Monstella et Aventino et le navire à moteur Marin Sanudo, qui retourne à vide à Bari, où il arrive à 17h20.
Le Solferino appareille à nouveau de Brindisi le 14 décembre à 6h30, escortant les vapeurs Absirtea et Sant'Agata et le navire à moteur Città di Savona, qui, avec une cargaison de 742 hommes, 1 145 quadrupèdes, 178,5 tonnes de vivres, fourrages, vêtements et autres fournitures, atteignent Vlora à 14h50 le même jour.
De retour en Italie, le torpilleur quitte Brindisi à 8h40 le 20 décembre, en même temps que le croiseur auxiliaire Brindisi, pour escorter le grand vapeur Piemonte jusqu'à Vlora, où ils arrivent à 16 heures, transportant 3 561 hommes, 11 quadrupèdes et 369 tonnes de pièces d'artillerie, de munitions, de provisions et d'autres matériels.
À l'aube du 25 décembre, le navire quitte le port albanais sur ordre de Marina Valona, afin de rechercher d'éventuels autres survivants du vapeur Firenze, torpillé la veille pendant la navigation de Bari à Vlora à la position géographique de 40° 34′ N, 19° 02′ E (tous les survivants, 903 des 996 hommes à bord, sont secourus par le croiseur auxiliaire Barletta), et l'épave flottante du vapeur lui-même, qui, ne pouvant être remorquée, est abandonnée à la dérive. Cependant, la recherche s'avére totalement infructueuse.
Le Solferino quitte Bari à neuf heures du soir le 28 décembre, en même temps que le Barletta, pour escorter jusqu'à Durrës les vapeurs Quirinale et Aventino et le navire à moteur Donizetti, avec une cargaison de 2 538 hommes, 84 véhicules à quatre pattes et 626 tonnes de fournitures. Le convoi atteint sa destination à 10h30 le lendemain, mais le Solferino doit quitter le convoi et retourner à Bari à cause de l'état de la mer. Le navire quitte Bari à minuit le 29, avec le croiseur auxiliaire Brioni, pour escorter jusqu'à Durrës le vapeur Milano et le navire à moteur Verdi, transportant 1 710 soldats, 118 quadrupèdes et 400 tonnes de fournitures: le convoi arrive à destination à 13h25 le 30.
Le Solferino est l'unité de Maritrafalba qui effectua la dernière mission d'escorte de 1940. À 16 heures le 31 décembre, en effet, le torpilleur quitte Durrës en escortant les navires à vapeur Milano et Sant'Agata et le navire à moteur Verdi, arrivant à Bari à 9h30 le 1er janvier 1941.

#### 1941
Le 24 janvier 1941, à 5h50, le Solferino quitte Brindisi pour Durrës, pour escorter les vapeurs Merano, un navire postal, et Titania, transportant 224 soldats, 609 quadrupèdes et 56 tonnes de fourrage et autres fournitures: le convoi arrive au port à 15h15 du même jour. Le torpilleur quitte Durrës à 7 heures le lendemain, escortant les vapeurs vides Silvano et Miseno et le petit pétrolier Abruzzi jusqu'à Bari, où ils arrivent à 2h50.
Le lendemain, le 26 janvier à 17h00, le navire quitte Bari avec le croiseur auxiliaire Brindisi, escortant les vapeurs Iseo (engagé dans le trafic civil), Laura C., Carnia et Rosandra, transportant 26 soldats, 276 véhicules et 177 tonnes de viande congelée. Le convoi arrive à Durrës à 9h15 le lendemain. Le même 27 janvier, le Solferino escorte les vapeurs Brunner, Zena et Monstella jusqu'à Brindisi, à vide. Déplacé à Bari, le torpilleur part à 18h30 le 30 janvier en escortant les vapeurs Zena, Miseno et Perla, avec une cargaison de 67 hommes, 496 quadrupèdes, 574 tonnes de fourrage et 135 tonnes d'autres fournitures: le convoi arrive à Durrës à 10h15 le 31 janvier.
Le 2 février 1941, à 18h30, le Solferino quitte Durrës en escortant les navires à moteur Città di Agrigento et Città di Trapani et le vapeur Monrosa, pour revenir à vide à Brindisi, où ils arrivent à 8h30 le lendemain. Le 4 février à onze heures du soir, le torpilleur quitte Bari avec le Brioni, escortant les navires à moteur Città di Savona, Città di Trapani, Donizetti et Rossini, qui transportent le premier groupe de la division d'infanterie "Forli", soit 3 200 hommes et 529 tonnes de matériel. Le convoi arrive à Durrës le 5 à midi. Le torpilleur quitte Durrës à 16h30 le 6 février, escortant les navires à moteur Donizetti, Rossini et Puccini, qui retournent à vide à Bari, où il arrive à 4h30 le 7.
Le 8 février à 3 heures du matin, le Solferino quitte Bari avec le Barletta, escortant le Italia, le Titania et le Zena, avec une cargaison de 1 371 hommes, 1 139 quadrupèdes et 224 tonnes de provisions, qui arrive à Durrës à 17h30. Le navire quitte Durrës à 3h30 le 11 février, escortant le Titania, le Zena et un troisième vapeur vide, le Caterina, jusqu'à Bari, où il est arrivé à 17h le même jour. Le 11 février, à 23h45 déjà, le torpilleur appareille à nouveau de Bari, avec le Brioni, pour escorter vers Durrës les vapeurs Casaregis et Carnia, transportant 271 véhicules, le Padenna, chargé de carburant, et le Rosandra, transportant 1 600 ouvriers. Les navires atteignent leur destination à deux heures de l'après-midi du 12 février.
Le Solferino quitte Durrës à 12h30 le 15, escortant les vapeurs Contarini, Tagliamento et Laura C., qui arrivent à Bari à 11h15 du même jour. Le torpilleur quitte Bari le 17 à 2 heures du matin, avec le Capitano A. Cecchi, escortant jusqu'à Durrës, où ils arrivent à 4 heures 20 du même jour, les vapeurs Milano et Aventino et les navires à moteur Verdi et Città di Alessandria, transportant 3 578 soldats et 383 tonnes de provisions. Le Solferino quitte Durrës à 18 heures le lendemain, escortant le vapeur Aventino et les navires à moteur Verdi et Città di Alessandria, qui sont vides, et arrive à Bari à 7h10.
Le 6 mars à 1h15, le torpilleur quitte Brindisi en escortant les vapeurs Carnia, Sagitta et Monrosa, chargés de 113 véhicules et de 1 072 quadrupèdes, et arrive à Durrës à 14h15. À 18 heures du même jour, l'unité quitte Durrës en escortant le navire à moteur Città di Agrigento et les vapeurs vides Laura, Pontinia et Pescara, avec lesquels elle atteint Bari à 10h30 le 7 mars.
Le 8 mars à huit heures du soir, le Solferino quitte Bari pour escorter vers Durrës les vapeurs Giacomo C., Zenobia Martini et Irma Calzi: les trois navires marchands, avec une cargaison de 1 562 tonnes de fourrage, 1 000 tonnes de carburant et 724 tonnes de combustibles, arrivent dans le port albanais le 9 novembre à 16h30. Le torpilleur quitte Durrës à 3h30 le 10 mars, escortant le navire à moteur Città di Bastia, transportant 272 blessés, et le vapeur vide Vesta, avec lequel il arrive à Bari à 18h30.
Le 12 mars, le Solferino et le Capitano A. Cecchi escortent de Bari à Durrës les navires à moteur Barbarigo, Città di Bastia et Città di Tripoli et le vapeur Titania, transportant 1 395 hommes, 644 quadrupèdes, 123 véhicules et 943 tonnes de fournitures. Le lendemain, à 5h30, le navire quitte Durrës pour Bari, où il arrive à 19h30, escortant le Città di Bastia, le Città di Tripoli (les deux navires à moteur ont recueilli 497 blessés) et les vapeurs vides Bolsena et Maria.
Le 16 mars à dix heures du soir, le torpilleur quitte Bari pour escorter jusqu'à Durrës les vapeurs Carmela, Rinucci, Giglio et Bucintoro, transportant 350 tonnes de fourrage et 2 362 tonnes d'autres fournitures: le convoi atteint sa destination à quatre heures de l'après-midi suivant. Le convoi atteint sa destination à quatre heures de l'après-midi. L'unité quitte Durrës à dix heures le 18 mars, escortant jusqu'à Bari le navire à moteur Città di Trapani, transportant 199 blessés légers, le vapeur postal Campidoglio et les vapeurs vides Zena et Absirtea. Les navires arrivent au port à huit heures du matin le lendemain.
Le 20 mars à 15h15, le Solferino quitte Brindisi en escortant le vapeur Pontinia, avec une cargaison de 650 tonnes d'essence, et arrive à Durrës à 18h30. Le même jour, le navire quitte Durrës pour Bari, où il arrive à cinq heures du matin le 21, escortant les vapeurs vides Giacomo C., Zenobia Martini et Tergestea.
Le 22 mars à onze heures du soir, l'unité appareille de Bari avec le Capitano A. Cecchi, escortant les navires à moteur Città di Bastia, Città di Alessandria et Città di Savona et le vapeur Milano, à destination de Durrës , où ils arrivent le lendemain à 14h30, avec 3 343 soldats, 138 quadrupèdes et 234 tonnes de matériel. Le 23 mars à 13h30, le Solferino, arrivé à Durrës avec le convoi, reçoit l'ordre de rencontrer un autre convoi venant de Bari, formé par les vapeurs Annia Capano, Vesta et Monstella, dont le navire d'escorte, le torpilleur Castelfidardo, s'est séparé pour sauver un autre navire du convoi, le vapeur Carnia, torpillé par un sous-marin. Le torpilleur escorte en toute sécurité les trois vapeurs, qui atteignent leur destination à 16h30. Le Solferino quitte Durrës à 7h30 le 24 mars, escortant jusqu'à Bari, où il arrive à 22h30, les navires à moteur Città di Bastia (transportant 160 blessés légers), Città di Alessandria et Città di Savona et le vapeur Mameli.
Le 25 mars, à 20h30, le Solferino quitte Bari en escortant les vapeurs Laura C. et Bolsena et le navire à moteur Riv, transportant 61 soldats, 233 véhicules, 1 780 tonnes de munitions et 1 494 tonnes d'autres fournitures. Le convoi arrive à Durrës le lendemain à 10h50. L'unité reprend la mer à partir de Durrës à sept heures du soir le 27, escortant jusqu'à Bari, où elle arrive à 9h40 le 28, quatre navires marchands vides, le Città di Bastia, le Riv, le Abruzzi et le petit navire à moteur Carlotta.
À six heures du soir du 29 mars, le torpilleur quitte Bari pour escorter les vapeurs Casaregis, Polcevera, Bucintoro et Costante C. jusqu'à Durrës, où il arrive à 8h45 le 30, transportant 32 soldats, 154 véhicules, 2 726 tonnes de munitions, 380 tonnes de fourrage et 760 tonnes d'autres fournitures. À 18h00 le 30, le Solferino quitte Durrës en escortant les vapeurs Vesta et Contarini et les navires à moteur Rossini et Narenta, et arrive à Bari à 7h45 le 31.
Le mois d'avril 1941 commencepar une autre mission d'escorte, le 2, de Bari à Durrës: le Solferino et le Barletta quittent Bari à minuit, escortant les navires à moteur Città di Tripoli, Città di Savona, Città di Alessandria et Donizetti, transportant 2 744 hommes et 392 tonnes de fournitures. Le convoi atteint sa destination à 13h30, et le torpilleur quitte Durrës à sept heures le lendemain matin, escortant le Città di Alessandria, le Città di Savona et un vapeur vide, le Tripoli, jusqu'à Bari, où il arrive à huit heures du soir,.
Le 5 avril, à neuf heures du soir, le torpilleur quitte Bari pour escorter les vapeurs Istria et Zena, transportant 110 hommes, 560 quadrupèdes, 119 véhicules et 724 tonnes de ravitaillement, et arrive à Durrës le lendemain à quatre heures de l'après-midi. Le 8 avril, à 22h30, le Solferino quitte à nouveau Bari, escortant le vapeur Diana et le navire à moteur Riv, avec 116 soldats, 465 quadrupèdes, 159 véhicules et d'autres fournitures. Le convoi atteint Durrës le 9 avril à 17 heures. L'unité quitté Durrës le 10 avril à 9h30, escortant jusqu'à Bari, arrivé à 1h30 le 11 avril, le vapeur Italia, qui est vide, et les navires à moteur Rossini, transportant 150 soldats rapatriés, et Puccini, transportant 80 prisonniers et 48 autres rapatriés.
Le 12 avril à 3 heures du matin, le Solferino quitte Brindisi pour Vlora, où il arrive à 11h30, escortant les navires à moteur Filippo Grimani et Stampalia, transportant cinq véhicules, 650 tonnes d'essence et d'autres matériels. Un peu plus d'une heure après son arrivée, à 12h45, le torpilleur part pour Brindisi, escortant les vapeurs vides Favorita, Avionia et Iseo, avec lesquels il atteint sa destination à 6h30 le 13 avril.
À sept heures du matin du 14 avril, le navire, ainsi que le destroyer Mirabello, quittent Durrës pour escorter trois navires marchands vides, le Istria, le Rossini et le Puccini, jusqu'à Bari, où ils arrivent à 22 heures. Une heure plus tard, le Solferino reprend la mer en escortant le vapeur postal Campidoglio, le vapeur cargo Monstella et les navires à moteur Marco Foscarini et Marin Sanudo, à destination de Durrës avec 104 soldats, 547 quadrupèdes et des munitions. Les navires arrivent dans le port albanais à 15h30 le jour suivant. À 6 heures du matin le 16, le torpilleur appareille de Durrës en escortant le Campidoglio, sur le service postal Durrës-Brindisi, le Tagliamento et le Sant'Agata, tous deux vides. Après s'être arrêté devant Brindisi, où à 17h10 le Solferino accompagne le Campidoglio au port, le convoi continue vers Bari, y arrivant à 23h00.
L'unité quitte Brindisi à 3h30 le 18 avril, escortant le pétrolier Abruzzi et les vapeurs Albachiara, Carmela et Asteria jusqu'à Durrës, où elle arrive à 16h30, transportant 480 tonnes de gazole, 300 tonnes de bois et 1 051 tonnes d'autres fournitures. Après s'être déplacé à Vlora, le Solferino part à dix heures le 21 avril, escortant les vapeurs vides Bucintoro, Caterina et Scarpanto, avec lesquels il atteint Brindisi à 19h45.
Le 23 avril, à 3h30 du matin, le torpilleur quitte Brindisi en même temps que le Barletta, escortant jusqu'à Vlora, où ils arrivent à 10h du matin, les vapeurs Ivorea, Francesco Crispi et Galilea, chargés de 2 365 hommes, 67 quadrupèdes, 1 288 tonnes de viande congelée et 205 tonnes d'autres matériels. Le Solferino quitte Vlora à 13h30 le lendemain, escortant le Crispi et le Galilea jusqu'à Brindisi, où il arrive à 20h40.
À 23h20 le 27 avril, le navire quitte Brindisi pour Vlora, escortant les vapeurs Giacomo C. et Brundisium, transportant 1 500 tonnes de fourrage et 580 tonnes de fournitures médicales: le convoi arrive à Vlora à neuf heures du matin le 28 avril. Le Solferino reprend la mer à sept heures du matin le 29, escortant le vapeur Poseidon vide jusqu'à Brindisi, où il arrive à 14h30. Ce même jour, le torpilleur remplace le Monzambano dans l'escorte d'un convoi de vapeurs A. Martini, Bottiglieri, Cerere et Esterina, venant de Bari (d'où ils sont partis à 20 heures) avec une cargaison de fourrage, de bois et de matériaux de construction: le Solferino escorte les quatre vapeurs jusqu'à Durrës, où il arrive à 16 h 45 le 30. Rapidement retourné à Brindisi, le torpilleur part à 00h25, escortant à Durrës, le vapeur Favorita, avec 3 540 tonnes de provisions arrivant à 14h00.
Le 1er mai 1941, à 8 heures du matin, le Solferino quitte Durrës en escortant les vapeurs Istria et Sagitta, transportant 317 véhicules, et arrive à Bari à 20h30. Le lendemain, à 22 heures, le navire quitte Bari en escortant le Carlotta et les vapeurs Miseno, Sidamo et Scarpanto, chargés de provisions, de carburant et d'autres fournitures, et arrive à Durrës le 3 à 12h30. Le 3 mai à onze heures du soir, le Solferino quitte Durrës en escortant les navires à moteur Donizetti et Città di Tripoli, transportant 400 soldats italiens rapatriés, 700 prisonniers serbes et divers matériels. Les navires arrivent à Bari à 11h30 le jour suivant.
Le 5 mai, à 20 heures, le Solferino quitte Bari pour escorter vers Durrës, où il arrive le lendemain à 9 h 15, les navires à moteur Maria, Donizetti, Città di Marsala et Città di Tripoli, avec 400 soldats italiens et du matériel. Le 7 à 3 heures du matin, le torpilleur quitte Durrës avec le croiseur auxiliaire Zara, escortant les navires Città di Tripoli, Città di Marsala, Donizetti et Monrosa, qui transportent 1 910 soldats rapatriés et du matériel à Bari. Le convoi arrive à Bari à 17h00.
Le 11 mai, à deux heures du matin, le navire quitte Bari en escortant le Quirinale et le Città di Marsala, chargés de troupes et de provisions, qui atteignent Durrës après douze heures de navigation Le lendemain, à six heures du matin, le Solferino et le Fabrizi quittent Durrës en escortant les deux mêmes navires marchands, maintenant chargés de 1 820 soldats rapatriés et de divers matériels.
Le 13 mai à 22h15, le Solferino quitte Bari pour Durrës, où il arrive à 12h50 le lendemain, escortant le Città di Alessandria, le Città di Trapani et le Istria, transportant des troupes et du ravitaillement. Le torpilleur quitte Durrës le 14 mai à dix heures, escortant la Monrosa, avec à son bord 132 soldats et 1 059 quadrupèdes: les deux navires arrivent à Bari le 15 mai à 4h15. Le 15 mai à 5 heures du matin, le Solferino et le Zara quittent Durrës en escortant les navires à moteur Città di Alessandria et Città di Trapani, avec lesquels ils rapatrient 1 753 soldats (à bord il y a aussi une cargaison de matériel). Le convoi arrive à Bari à 18h40.
Le 4 juin 1941, le torpilleur escorte de Bari à Vlora, via Brindisi, les navires à moteur Città di Alessandria, Donizetti et Rossini et le vapeur Italia, qui transportent des troupes et du matériel. Le lendemain, le Solferino et le Zara escortent de Vlora à Bari le Quirinale, le Milano et le Puccini, qui rentrent en Italie avec 1 100 soldats rapatriés et divers matériels. Deux jours plus tard, l'unité escorte de Bari à Brindisi puis à Durrës les navires à moteur Città di Bastia et Città di Marsala et les vapeurs Milano et Quirinale, transportant 1 700 hommes et une cargaison de fournitures. Le 9 juin, le navire sert d'escorte, avec le Brindisi, aux quatre mêmes navires marchands, qui reviennent de Durrës à Bari avec 3 913 soldats et divers matériels.
Deux jours plus tard, le Solferino escorte de Bari à Durrës le Città di Tripoli, le Rossini, le Milano et le Quirinale avec des troupes et du matériel. Le 20 juin, avec le croiseur auxiliaire Brioni, le torpilleur escorte le Città di Marsala, le Città di Tripoli et le Rosandra, naviguant de Durrës à Brindisi avec du personnel de la Regio Esercito (Armée royale de terre), 1 409 ouvriers rapatriés et divers matériels. Cinq jours plus tard, l'unité escorte de Brindisi à Vlora les navires à moteur Città di Agrigento et Viminale, qui transportent du matériel du Corps de l'intendance et de la Regia Aeronautica (armée de l'air royale).
Le 2 juillet 1941, le navire, avec le Zara et le vieux destroyer Augusto Riboty, escorte de Durrës à Bari les transports de troupes Puccini, Città di Marsala, Città di Agrigento, Rosandra et Milano, avec lesquels 3 250 soldats et leur équipement sont rapatriés. Trois jours plus tard, le Solferino et le Zara escortent un autre convoi qui rapatrie 3 600 soldats, composé du Rossini, du Italia, du Quirinale et du Aventino.
Par la suite, pendant plusieurs mois, le Solferino ne sert pas d'escorte au Maritrafalba. Le torpilleur reprend ses missions d'escorte pour ce commandement le 11 novembre 1941, lorsque, avec le Zara, il escorte le Italia, le Milano et le Rosandra de Bari à Durrës avec des troupes et du matériel. Deux jours plus tard, le Solferino et le Zara escortent les vapeurs Italia, Milano et Rosandra, qui transportent 3 380 soldats rapatriés de Durrës à Bari.
Le 18 novembre 1941, le navire, avec le Arborea, escorte le Aventino, le Italia, le Milano et le Rosandra de Bari à Durrës, transportant 2 230 soldats et divers matériels destinés aux forces armées. Le 21 novembre, le Solferino et le Arborea escortent les quatre mêmes vapeurs sur le chemin du retour de Durrës à Bari, cette fois avec 3 300 soldats rapatriés. Le Milano est escorté jusqu'à Brindisi.
Le 25 novembre, le Solferino et le Brindisi escortent le Italia, le Rosandra et le Aventino, transportant 3 406 soldats, du matériel pour la Regia Marina et la Regia Aeronautica et d'autres fournitures, de Bari à Durrës. Trois jours plus tard, le torpilleur escorte les trois mêmes vapeurs, chargés de 3 500 soldats rapatriés, sur leur route de retour.

#### 1942
Au cours de l'année 1942, le Solferino subit des travaux de modernisation, qui impliquent l'élimination de deux des pièces 102/45 Mod. 1917 et des deux pièces 76/40 et leur remplacement par 6 mitrailleuses Breda Mod. 1940 de 20/65 mm. Deux lanceurs de grenades sous-marines sont également pris à bord..
Le 24 janvier 1942, le Solferino escorte le pétrolier allemand Thessalia de Brindisi à Corfou, et le lendemain, il l'escorte de Corfou à Argostoli. Le 30 janvier, le navire, ainsi qu'un autre vieux torpilleur, le Generale Carlo Montanari, escorte le Thessalia de Corfou à Patras. Au cours du voyage, le 30 janvier à 9h25, le sous-marin britannique HMS Thunderbolt (N25) attaque le convoi. À 8h09, le sous-marin aperçoit le Montanari, qui se dirige vers le nord-ouest en direction du phare du Cap Dukato, et à 9h18, revenant à la profondeur du périscope après un bref plongeon à une plus grande profondeur à la suite d'une attaque aérienne, aperçoit, à la position géographique de 38° 35′ N, 20° 25′ E (environ sept milles nautiques (13 km) à l'est du Cap Dukato), les trois navires (le Thessalia au milieu, le Solferino à tribord et le Montanari à bâbord), au relèvement 343°, à une distance de 5 900 mètres et sur un cap de 160°. À 9h39 le HMS Thunderbolt lance quatre (ou trois) torpilles contre le Thessalia, à moins de 2 300 mètres: le Solferino, cependant, qui se trouve à un peu plus de 900 mètres du sous-marin, aperçoit deux des canons (qui semblent être dirigés contre lui), riposte promptement, en esquivant les deux torpilles, et passe à la contre-attaque, en lâchant des grenades sous-marines. Il lance d'abord deux grenades sous-marines dont l'explosion secoue violemment le HMS Thunderbolt,,. Plus tard, 27 autres grenades sous-marines sont larguées, mais sans endommager sérieusement le HMS Thunderbolt.
Le 3 février, l'unité, ainsi que le Brindisi et le Montanari, escortent les transports de troupes Galilea, Piemonte et Viminale en route de Patras à Bari avec des troupes rentrant chez elles. Le 25 février, le Solferino escorte le pétrolier Utilitas de Vlora à Bari.
Le 1er mars, le Solferino et le Zara escortent les vapeurs Italia, Aventino et Città di Catania, chargés de troupes et de fournitures, de Bari à Durrës. Trois jours plus tard, le torpilleur et le croiseur auxiliaire escortent les trois mêmes vapeurs de Durrës à Bari, avec des troupes à bord. Le 6 mars, le Solferino et le Zara escortent le Donizetti et le Città di Catania, avec des troupes et du matériel à bord, de Bari à Durrës. Trois jours plus tard, les deux unités escortent les deux mêmes navires marchands, maintenant chargés de troupes rapatriées, de Durrës à Bari.
Le 11 mars, le Solferino, avec le croiseur auxiliaire Città di Genova et les destroyers Euro et Sebenico, escorte de Bari à Patras les vapeurs Aventino, Francesco Crispi, Italia, Ivorea, Galilea et Piemonte et le navire à moteur Viminale, transportant des troupes et des provisions. Le 24 mars, le torpilleur escorte le pétrolier Dora C. de Bari à Vlora, et deux jours plus tard, avec le Barletta, il escorte le pétrolier Arca et les vapeurs Hermada, Lauretta et Pontinia naviguant de Vlora à Brindisi.
Le Solferino est mentionné dans le bulletin de guerre n° 40 du 11 mars 1942 : " Les torpilleurs San Martino et Solferino, commandés respectivement par les lieutenants Angelo Pievatolo et Mirko Vedovato, ont chacun coulé, en des lieux et des jours différents, un sous-marin ennemi ".
Le 2 avril, le navire, ainsi que son navire-jumeau San Martino, escorte le pétrolier Arca de Brindisi à Argostoli, puis à Patras. Le 19 avril, les deux torpilleurs escortent le vapeur Tripoli de Patras à Pýlos, tandis que le 25 avril, le Solferino escorte le vapeur Rosario de Bari à Patras. Cependant, le Rosario s'échoue au Cap Papas, sans toutefois être perdu Le 27 avril, le torpilleur, toujours avec le San Martino, escorte le pétrolier Rondine et le vapeur Mameli de Patras à Préveza Le 1er mai, l'unité escorte le vapeur allemand Otto Leonhard de Tarente à Patras
Le 5 juin 1942, le Solferino escorte le croiseur auxiliaire Città di Palermo naviguant de Brindisi à Corfou. Quatre jours plus tard, il escorte les vapeurs Motia et Monstella de Bari à Patras, via Préveza Le 14 juin, le torpilleur escorte le pétrolier Rondine et le vapeur Diocleziano de Patras à Tarente, tandis que le 18 juin, il escorte le vapeur Valverde de Tarente à Sazan[
Le 3 juillet, l'unité escorte le vapeur Valentino Coda de Patras à Brindisi, et trois jours plus tard, avec le torpilleur Mosto, elle escorte le transport militaire Enrichetta, qui remorque des dragueurs de mines. Le 28 août, le Solferino escorte le pétrolier Abruzzi de Corinthe au Pirée.
Le 18 septembre, le torpilleur escorte le vapeur Ardenna, le remorqueur Vulcano et le pétrolier allemand Ossag du Pirée à Souda. Trois jours plus tard, l'unité, ainsi qu'un chasseur de sous-marins allemand, escorte sur le trajet inverse, de Souda au Pirée, le navire à moteur Città di Alessandria et les vapeurs Potestas et Tripoli.
Le 13 octobre, le Solferino escorte du Pirée à Héraklion, avec le Monzambano, les navires à moteur Città di Alessandria et Città di Savona et le vapeur Re Alessandro. Le lendemain, le convoi, avec une escorte similaire, retourne au Pirée. Le 16 octobre, les deux torpilleurs escortent le Aventino et le Re Alessandro du Pirée à Héraklion, et le lendemain, avec le Barletta, ils escortent les deux mêmes vapeurs d'Héraklion au Pirée, avec l'ajout du Città di Alessandria. Le 21 octobre, le Solferino et le Monzambano escortent de Thessalonique au Pirée les pétroliers Ceres et Dora C. et le vapeur Burgas, tandis que quatre jours plus tard le Solferino, avec le torpilleur Sirio et le mouilleur de mines allemand Bulgaria, escorte du Pirée à Héraklion un convoi composé du Città di Alessandria, du Città di Savona, du Re Alessandro et du Thessalia. Le 27 du mois, le Solferino et le Sirio escortent le Aventino et le Re Alessandro sur le chemin d'Héraklion au Pirée. Le 31 octobre, le convoi que le navire escorte avec les torpilleurs Lira et Calatafimi, composé du pétrolier Ceres et des vapeurs Galiola et Ardenna, est attaqué sans succès à deux reprises, à 10h56 (avec cinq torpilles dirigées contre le Ceres, à la position géographique de 37° 30′ N, 24° 03′ E) et à 12h37, par le sous-marin britannique HMS Taku (N38), au large du cap Sounion.
Le 2 novembre, le navire, avec les torpilleurs Calatafimi et Lira, escorte de Souda au Pirée les vapeurs Artemis Pitta, Ardenna et Pugliola et le pétrolier Ceres. Trois jours plus tard, le Solferino escorte seul le pétrolier Dora C. sur le même itinéraire et dans la même direction. Le 10 novembre, au contraire, le Solferino escorte du Pirée à Sàuda, en compagnie d'un chasseur de sous-marins allemand, les vapeurs Fouger et Pier Luigi. Le lendemain, le Solferino et le Sebenico escortent de Brindisi à Patras les vapeurs Alba Julia, Mameli et Polcevera (ce dernier poursuit sa route vers la mer Égée), tandis que le 13 novembre, le Solferino et un destroyer de la Kriegsmarine escortent du Pirée à Héraklion le vapeur Pugliola et le pétrolier Adriana. Le 26 novembre, le Solferino et le Monzambano escortent les vapeurs Fouger, Vesta et Pier Luigi de Souda au Pirée, tandis que le 29 novembre, le Solferino et le Calatafimi escortent les navires Città di Savona, Città di Alessandria, Re Alessandro et Ardenna, naviguant du Pirée à Héraklion. Le 1er décembre, les deux torpilleurs escortent à nouveau les quatre navires marchands, lors du voyage de retour d'Héraklion au Pirée.
Le 2 décembre, le Solferino escorte les vapeurs Pugliola et Fouger et le pétrolier militaire Stige du Pirée à Thessalonique, et trois jours plus tard, il revient de Thessalonique au Pirée en escortant le pétrolier Alfredo. Le 18 décembre, le torpilleur, avec le Euro, escorte le vapeur F. Brunner et le vieux pétrolier Celeno, sur la route Pirée-Thessalonique. La veille de Noël, le Solferino escorte le Celeno et le vapeur Bulgaria de Thessalonique au Pirée, ainsi que le destroyer allemand Hermes, le Celeno et le vapeur Bulgaria.

#### 1943
La première mission d'escorte de 1943 pour le Solferino commence le 5 janvier, lorsque le torpilleur, avec le Calatafimi et le Hermes, doit escorter du Pirée à Souda le Città di Alessandria, le Città di Savona et le vapeur Santa Fè. Le 23 janvier, le Solferino escorte le Pier Luigi de Thessalonique à Souda, tandis que le 30 du mois, il escorte le Città di Alessandria de Souda au Pirée.
Le 3 février, le Solferino, le Calatafimi et les destroyers Euro et Turbine escortent le navire à moteur Donizetti et les vapeurs Ardenna et Argentina du Pirée à Rhodes. Trois jours plus tard, le convoi, avec une escorte identique, revient de Rhodes au Pirée. Le 21 février, les trois navires marchands sont à nouveau envoyés du Pirée à Rhodes, avec trois des quatre navires de l'escorte précédente (à l'exception du Euro). Le convoi retourne au Pirée le 28 février.
Le 16 mars, le torpilleur, ainsi que le Hermes et le mouilleur de mines allemand Drache, escortent du Pirée à Héraklion le Città di Savona, le Città di Alessandria, le Donizetti et le Ardenna. Dix jours plus tard, le Solferino et le Euro escortent les quatre mêmes marchands du Pirée à Rhodes; le convoi et l'escorte reviennent ensuite au Pirée le 27 mars. Le 31 mars, le Solferino et le torpilleur Castelfidardo escortent le Citta di Alessandria et le Città di Savona, naviguant du Pirée à Souda.
Le 1er avril 1943, le Solferino et le Castelfidardo quittent Héraklion pour Rhodes, escortant le vapeur Sinfra. Le 7 avril, le Solferino, le Euro et le Turbine escortent le Donizetti et le Re Alessandro du Pirée à Leros puis à Rhodes. Le 29 avril, l'unité escorte le vapeur Pugliola de Thessalonique au Pirée.
Le 9 mai, le Solferino, le Castelfidardo et le Barletta escortent le navire à moteur Donizetti, le vapeur Re Alessandro et le pétrolier Elli du Pirée à Rhodes, d'où ils repartent deux jours plus tard, avec le Turbine en renfort de l'escorte. Le 15 mai, le torpilleur escorte le Re Alessandro du Pirée à Héraklion.
Le 4 juin, le Solferino et deux chasseurs de sous-marins allemands font route de Thessalonique au Pirée, escortant le Sinfra et le pétrolier Petrakis Nomikos. Quatre jours plus tard, le Solferino, le Euro et deux destroyers allemands escortent le Donizetti et le pétrolier Helli du Pirée à Rhodes. Le 14 du mois, le torpilleur, avec le destroyer Francesco Crispi, escorte le Sinfra de Rhodes à Thessalonique, tandis que le 26, le Solferino escorte seul le pétrolier Firus des Dardanelles au Pirée. Le 29 juin, l'unité, ainsi que le Barletta, quittent le Pirée et escortent le Helli à Thessalonique.
Le 4 juillet 1943, le Solferino et le Barletta escortent le vapeur Elsa de Thessalonique au Pirée, tandis que trois jours plus tard, le Solferino et le Calatafimi escortent le Ardenna et le Re Alessandro d'Héraklion au Pirée. Le 11 juillet, les deux torpilleurs, ainsi que le Crispi, escortent les vapeurs Hermada, Ginetto, Ezilda Croce, Dubac et Goggiam du Pirée à Rhodes. Le 15, les trois navires escortent le Sinfra du Pirée à Thessalonique, via Leros, tandis que le 18, le Solferino et le Calatafimi escortent le Re Alessandro du Pirée à Moudros, et le lendemain de Moudros à Thessalonique, pour revenir à Moudros le jour suivant. Le 23 juillet, les deux torpilleurs escortent le même vapeur de Moudros à Rhodes. Le 28, le Solferino et le Euro escortent le Re Alessandro de Thessalonique à Rhodes, et deux jours plus tard de Rhodes au Pirée.
Le 5 août, le Solferino, le Crispi et le Calatafimi quittent le Pirée pour Rhodes, escortant le Donizetti et le Ardenna, que trois jours plus tard les mêmes navires escortent sur le chemin du retour de Rhodes au Pirée. Le 12 août, le torpilleur escorte le pétrolier Ceres de Syros à Leros, tandis que le 24, avec le navire d'escorte auxiliaire Morruha, il escorte le Ceres de Leros au Pirée. Le 28 août, le Solferino, le Calatafimi et deux chasseurs de sous-marins allemands escortent le pétrolier Celeno des Dardanelles au Pirée.
La dernière mission d'escorte du Solferino a lieu le 4 septembre 1943, lorsque le torpilleur escorte le navire à moteur Donizetti du Pirée à Souda, en faisant escale à Milos et Karpathos.
Au total, de juin 1940 à septembre 1943, le Solferino a parcouru environ 67 000 milles nautiques (124 000 km), effectuant près de 200 missions d'escorte.

#### La capture par les Allemands et la fin
La proclamation de l'armistice du 8 septembre 1943 (Armistice de Cassibile) surprend le Solferino à Souda, ainsi que le Castelfidardo. Lorsque la nouvelle leur parvient, le soir du 8 septembre, les deux torpilleurs se retrouvent coincés dans les obstacles fermés, sans possibilité de s'échapper, et sont placés sous observation par les allemands, qui les éclairent avec des projecteurs: les commandants des deux unités décident finalement de se rendre. Le Solferino est ensuite capturé par les allemands le 9 septembre 1943,.
Les équipages du Solferino et du Castelfidardo, débarqués de leurs unités respectives et placés sous surveillance armée allemande, sont envoyés dans des camps de prisonniers en Allemagne (certains hommes ont toutefois réussi, avant le transfert, à se cacher ou à s'échapper en rejoignant les partisans grecs). Transférés sur le continent à bord d'un navire à vapeur surchargé, puis chargés sur des camions et des trains avec l'assurance d'être renvoyés en Italie, les équipages des torpilleurs sont transportés à travers la Grèce, la Bulgarie (où d'autres hommes se sont cachés), la Roumanie, la Hongrie et l'Autriche, pour finalement arriver au camp Bad Sulza (Stalag IX-C ), en Allemagne. Confrontés au choix de s'enrôler dans la Wehrmacht, de rester dans le camp de concentration ou de travailler dans les usines, la plupart choisissent la troisième option. Après plusieurs mois, le statut des prisonniers est changé en celui de travailleurs civils. Certains des prisonniers sont morts de faim ou à la suite d'attaques aériennes. Les équipages des deux unités sont restés en Allemagne jusqu'à la libération par les troupes américaines en 1945.
Incorporé dans la Kriegsmarine en tant que Torpedoboote Ausland, le torpilleur est nommé TA 18, étant d'abord cannibalisé pour obtenir des pièces de rechange, mais plus tard il est décidé de le remettre en service. Le torpilleur entre en service le 25 juillet 1944 et est utilisé pour la même tâche qu'il effectuait sous le pavillon italien, c'est-à-dire des escortes en mer Égée, au sein de la 9e division des torpilleurs,.
Après les travaux d'adaptation pour entrer en service dans la Kriegsmarine, le déplacement standard passe à 925 tonnes, tandis que le tirant d'eau est réduit à 2,39 mètres. Un radar Fu.Mo.28 est installé. En raison de l'usure générale du navire, la vitesse maximale effective est réduite à environ 25 nœuds (46 km/h), et l'autonomie à 600 milles nautiques (1 110 km) à 20 nœuds (37 km/h). Vers la fin de 1943, les quatre tubes lance-torpilles de 450 mm sont débarqués, remplacés par deux tubes de 533 mm, et quatre mitrailleuses 20/65 mm supplémentaires sont ajoutées.
Le 4 octobre 1944, à 15h23, le torpilleur est attaqué avec quatre torpilles, à 6 milles nautiques (11 km) au sud du Cap Cassandra (Péninsule de Cassandra), par le sous-marin britannique HMS Untiring (P59), mais aucune des torpilles n'atteint la cible,. Après l'évacuation du Pirée par les forces allemandes plus tard dans le mois et la perte des torpilleurs TA 38 (anciennement le Spada italien) et TA 39 (anciennement le Daga italien), le TA 18 reste le plus grand navire allemand dans le port grec.
Le soir du 19 octobre 1944, le TA 18, sous le commandement du lieutenant de vaisseau (Kapitänleutnant) Günther Werner Schmidt, entre dans le golfe de Thessalonique, mais au sud de Volos, le torpilleur est repéré et attaqué par les destroyers britanniques HMS Termagant (R89) et HMS Tuscan (R56). Le feu des deux unités britanniques est efficace et précis, et après un court combat, le TA 18 lourdement endommagé s'échoue sur la côte de Volos pour éviter de couler. Le HMS Termagant et le HMS Tuscan, cependant, continuent à tirer sur l'épave échouée, jusqu'à ce qu'elle soit détruite à 23h40 (selon d'autres sources, le TA 18, après la bataille, coule à la position géographique de 37° 45′ N, 26° 59′ E),,. La plupart des survivants du TA 18, y compris le commandant Schmidt, sont soit tués, soit capturés et fusillés par les partisans grecs (Ellinikós Ethnikós Laikós Apeleftherotikós Stratós ou ELAS - Armée populaire de libération nationale grecque), qui ont attaqué et capturé l'épave du navire après qu'il s'est échoué,.

## Sources
- (it) Cet article est partiellement ou en totalité issu de l’article de Wikipédia en italien intitulé « Solferino (cacciatorpediniere) » (voir la liste des auteurs).